# Kujō Sukezane
 Kujō Sukezane (九条 輔実 1669 – 1729?) fue un kuge (cortesano) que actuó de regente durante la era Edo. Fue hijo de Kujō Kaneharu.
Ocupó la posición de sesshō del Emperador Nakamikado entre 1712 y 1716 y kanpaku del Emperador Nakamikado entre 1716 y 1722.
Contrajo matrimonio con una hija del Emperador Go-Sai; la pareja tuvo tres hijos: Kujō Morotaka, Kujō Yukinori y Kujō Naozane, y una hija que sería consorte de Tokugawa Yoshimichi, cuarto líder del Owari han.